# Korytnica-kúpele
Korytnica-kúpele je lázeňská osada, část obce Liptovská Osada. Leží v jižní části okresu Ružomberok, pod severními svahy Prašivé, v hlubokém nízkotatranském údolí obklopená lesy, v nadmořské výšce 850 m n. m.

## Lázně Korytnica
Lázeňství v osadě Korytnica má bohatou historii, doložené počátky sahají již do 16. století. Minerální voda z Korytnice získala v minulosti medaile na světové výstavě 1873 ve Vídni a 1904 jako jediná evropská minerální voda na světové výstavě v americkém St. Louis. Do roku 1974 jezdila do lázní úzkorozchodná železnice. V lázních se mimo jiné léčili i císař František Josef a Ľudovít Štúr. Lázně byly v devadesátých letech během vlády Vladimíra Mečiara privatizovány. V roce 2002 se lázně dostaly do konkurzu a chátraly.
Z pramene Vojtech v lázních Korytnica vyvěrá nejchladnější minerální voda ze všech slovenských pramenů o teplotě 5,4 °C.
Lázně jsou od roku 2003 zavřené a nefungují. V současné době areál s výjimkou plničky minerální vody chátrá. V roce 2013 koupil plničku minerální vody Korytnica francouzský podnikatel s chorvatskými kořeny Zlatko Banović. Postupně zrekonstruoval prameny, takže veřejnosti je přístupných 5 pramenů: Vojtech I., Vojtech II., Žofie, Jozef a Anton.